# Лорен Хуаррос
Лорен Хуаррос (ісп. Lorenzo Juarros García, нар. 7 жовтня 1966, Мамбрільяс-де-Лара) — іспанський футболіст, що грав на позиції нападника.
Виступав, зокрема, за клуб «Реал Сосьєдад».
Володар Кубка Іспанії з футболу. 

## Ігрова кар'єра
Народився 7 жовтня 1966 року в місті Мамбрільяс-де-Лара. Вихованець футбольної школи клубу «Реал Сосьєдад».
У дорослому футболі дебютував в 1985 році виступами за команду «Реал Сосьєдад Б», в якій провів один сезон. 
Згодом, з 1986 по 1993 роки, грав у складі команд клубів «Реал Сосьєдад», «Атлетік Більбао» та «Бургос».
В 1993 році повернувся до клубу «Реал Сосьєдад», за який відіграв ще 9 сезонів.  Більшість часу, проведеного у складі «Реал Сосьєдада», був основним гравцем атакувальної ланки команди. Завершив професійну кар'єру футболіста виступами за команду «Реал Сосьєдад» у 2002 році.

## Титули і досягнення
- Володар Кубка Іспанії з футболу (1):

«Реал Сосьєдад»:  1986-1987